# Островский, Ян (скульптор)
Ян Островский (пол.  Jan Ostrowski; 1811, Сенно — 1872, Вильно) — польский и белорусский скульптор, воспитанник Виленского университета; представитель художественного классицизма.

## Биография
Родился в местечке Сенно Витебской губернии. Юношей приехал в Вильно, где учился лепке у Рафала Слизеня, затем поступил учеником в мастерскую Казимира Ельского.

## Творчество
Первая работа ― скульптура Христа, впоследствии Островским неоднократно повторенная. Работал преимущественно в малых формах: медальоны в гипсе, отливаемые затем в большом количестве. Также создал галерею бюстов исторических личностей Польши и Белоруссии: Юзефа Понятовского (1850), Юлиана Немцевича (1850), Юлиана Корсака (1853), Казимира Ельского (1853), Яна Кохановского (1855),Тадеуша Рейтана (1856), Владислава Сырокомли (1856), Теодора Нарбута (1856), Евстафия Тышкевича (1856) и др. Композиция бюстов восходит к типу античной гермы и отличается прямой посадкой головы, обрезанными строго по вертикали плечами. Иногда Островский допускал античную условность в передаче глаз без зрачков, избегал в моделировке экспрессии. Автор не идеализировал персонажей: показывал и обрюзглость щёк, и складки на шее, и морщины у рта.